# Peróxido de benzoílo
El peróxido de benzoílo es un compuesto orgánico de la familia de los peróxidos orgánicos. Consiste en la unión de dos grupos benzoílo con un grupo peróxido.  Es uno de los más importantes peróxidos orgánicos en términos de aplicaciones y la escala de su producción. El peróxido de benzoílo es usado en el tratamiento del acné, como blanqueador de la harina, grasas, cera y la leche en la producción de algunos quesos, iniciador en la polimerización de acrilatos como el cemento dental y otros; en el proceso de curado del caucho; y otros usos.

## Historia
La primera descripción del uso del peróxido de benzoílo para el tratamiento del lesiones acneiformes data de 1934, si bien Loevenhart ya lo había utilizado experimentalmente para varias otras lesiones de la piel en el año 1905. En 1958, Fishman lo sugirió como tratamiento para el acné. En 1962, William Pace demostró su eficacia y lo presentó a la Asociación de Dermatología Canadiense, y en 1965 su uso se extendió entre los clínicos, luego que el peróxido de benzoílo se pudo asociar en fórmulas de uso tópico.

## Descripción
Su fórmula estructural es (C6H5CO)2O2.

## Farmacocinética
El peróxido de benzoílo se elimina con rapidez por los riñones, excretándose sin modificarse. Un alza secundaria ocurre al lavarse la piel, lo que sugiere que el peróxido de benzoílo se retiene en el estrato córneo y la hidratación promueve su penetración.

## Farmacodinámica
El peróxido de benzoílo es lipofílico y al ser aplicado en la piel es capaz de penetrar en la unidad pilosebácea. Dentro de la piel, el peróxido de benzoílo libera radicales libres de oxígeno y ácido benzoico. Actúa como un agente antibacteriano de amplio espectro y además tiene un efecto antiinflamatorio y comedolítico, actuando de esta forma sobre tres de los cuatro elementos que generan el acné.

## Uso clínico
El peróxido de benzoílo actúa como un agente exfoliante. Aumenta la velocidad de recambio de la piel, limpia los poros y reduce el número de bacterias, específicamente Cutibacterium acnes, actuando como un antimicrobiano.
El peróxido de benzoílo es un tratamiento efectivo para diferentes formas de acné, y preferido principalmente para acné inflamatorio. Durante las primeras aplicaciones se puede experimentar irritación o resequedad en la piel, despellejamiento, cosquilleo, sensación de calor y picazón leve, pero ésta desarrolla resistencia en un lapso de una semana. En casos más graves, donde la piel es mucho más sensible, se pueden llegar a experimentar quemaduras, y enrojecimiento además de que no debe usarse en mujeres embarazadas o que estén dando el pecho porque el peróxido de benzoílo absorbido por la piel puede afectar a la leche materna.

## Uso industrial
El peróxido de benzoílo se utiliza en la industrial como catalizador para la producción de acetato de polivinilo. Este junto con el acetato de vinilo monómero y el benceno inician la reacción.

## Precauciones
El peróxido de benzoílo no debe entrar en contacto con el cabello o con telas de color, porque puede llevar al descoloramiento y es solo de uso tópico.